# Atriumhaus

Römisches Atriumhaus.
1: Fauces (Eingang),
2: Tabernae (Läden),
3: Atrium,
4: Impluvium (Regenwasser-Sammelbecken),
5: Tablinum,
6: Garten,
7: Triclinium (Esszimmer),
8: Alae,
9: Schlafzimmer.

Ein Atriumhaus ist ein Haus, das in seiner Mitte einen zum Himmel geöffneten zentralen Raum besitzt, einen Innenhof (Atrium). Das Licht wird über eine Öffnung im Dach zu den Räumen geführt. Dadurch kann das Haus nach außen auch fensterlos sein. Der Hof kann entweder zum Himmel hin offen oder überdacht sein.
Die Bezeichnung Atriumhaus wird einerseits auf antike römische Häuser mit einem Atrium im ursprünglichen Sinne angewendet, andererseits auf moderne Wohnhäuser mit einer beliebigen Variante des Innenhofs oder mit einer daran erinnernden Raumgestaltung.

## Entwicklung des Haustyps
Der Gebäudetyp des Hauses mit Innenhof hat eine lange Tradition und ist in vielen Kulturen der Welt zu finden. Ursprünglich wurden Wohnräume nicht rechteckig, sondern kreisförmig um einen leeren zentralen Raum angeordnet. Der leere Raum diente als Verkehrsfläche für Menschen und Tiere sowie als Kochstelle.

### Altertum
Rechteckige Wohnhäuser mit Innenhof wurden bereits im Alten Ägypten gebaut. In der Antike wurde der Innenhof durch Säulengänge (Portiken), später auch Arkadengänge ästhetisch aufgewertet. Durch den Säulengang konnten die einzelnen Räume auch bei schlechtem Wetter trockenen Fußes erreicht werden.
Das typische Atriumhaus tritt zuerst im italischen Kulturkreis bei den Etruskern auf. Die Römer übernahmen das Atrium von den Etruskern in die römische Architektur, vor allem bei den blockartigen Hausanlagen der Städte, wo Atriumhäuser wie in Pompeji häufig nachzuweisen sind und den üblichen Haustyp darstellen. Als altehrwürdiges Raumelement, das mit dem dort gepflegten Larenkult verbunden war, wurde das Atrium später auch in der Villa urbana – dem luxuriösen Wohngebäude auf dem Land – integriert. Ab dem 2. Jahrhundert v. Chr. wurde bei entsprechenden Platzverhältnissen das römische Atriumhaus oft um ein Peristyl erweitert, einen von Säulengängen umgebenen Innenhof, der in der Regel als Ziergarten gestaltet ist.

### Neuzeit
In Spanien wurde das Modell des Atriums im Patio aufgenommen und weiterentwickelt. Einfache Häuser mit Patios wurden auch in den Kolonien Mittel- und Südamerikas gebaut.
Anfang des 20. Jahrhunderts haben Architekten in Zentraleuropa das römische Atrium wieder aufgegriffen und seitdem in verschiedensten Varianten weiterentwickelt. In den 1960er Jahren sind in Westeuropa und Nordamerika die sogenannten Gartenhofhäuser entstanden, bei denen das eigentliche Wohnhaus oft eingeschossig und winkelförmig gestaltet ist. Es umschließt zwei Seiten des Gartenhofs, die beiden anderen Seiten werden durch geschosshohe Mauern oder die benachbarten Hofhäuser geschlossen. Dadurch ist eine dichtere Bebauung möglich als bei freistehenden Einfamilienhäusern mit umgebenden Gärten. Atriumhäuser dieser Art werden häufig als ganze Siedlungen errichtet, sogenannte Teppichsiedlungen (von oben betrachtet bilden diese Siedlungen Muster, die an Teppichmuster erinnern). In der modernen Architektur werden Wohnhäuser mit irgendeiner Spielart des Innenhofs häufig als Atriumhaus bezeichnet.
Ein modernes Atrium kann eine Rasenfläche oder eine Fläche mit festem Boden unter freiem Himmel sein, es kann ein verglaster Bereich oder ein Innenraum mit einem hohen Anteil an Fensterfläche sein. Moderne Innenhöfe sind darüber hinaus auch bei gewerblichen, industriellen und öffentlichen Bauten zu finden (beispielsweise in Kulturhäusern).

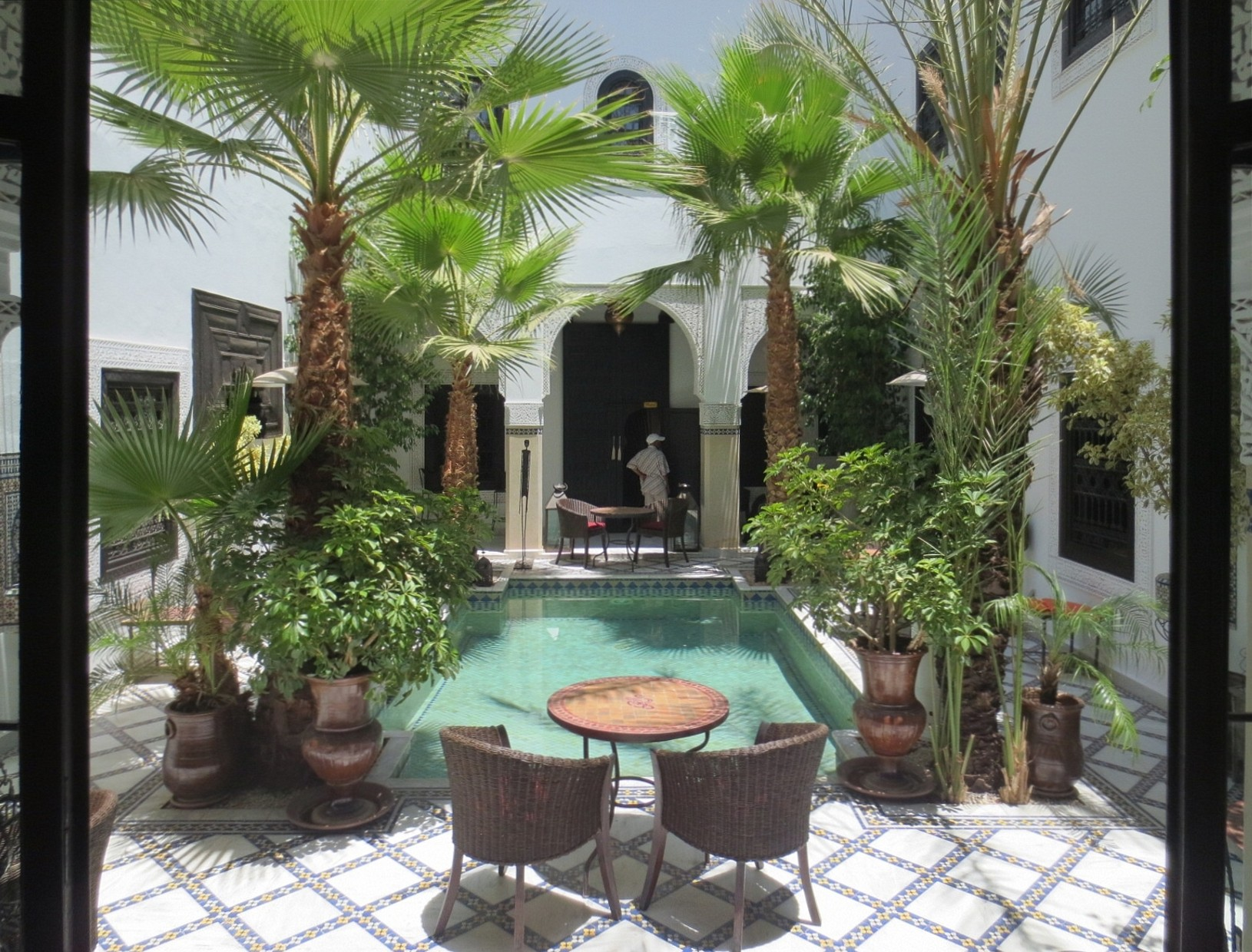
Ein Riad in Marokko

### Kulturen außerhalb Europas

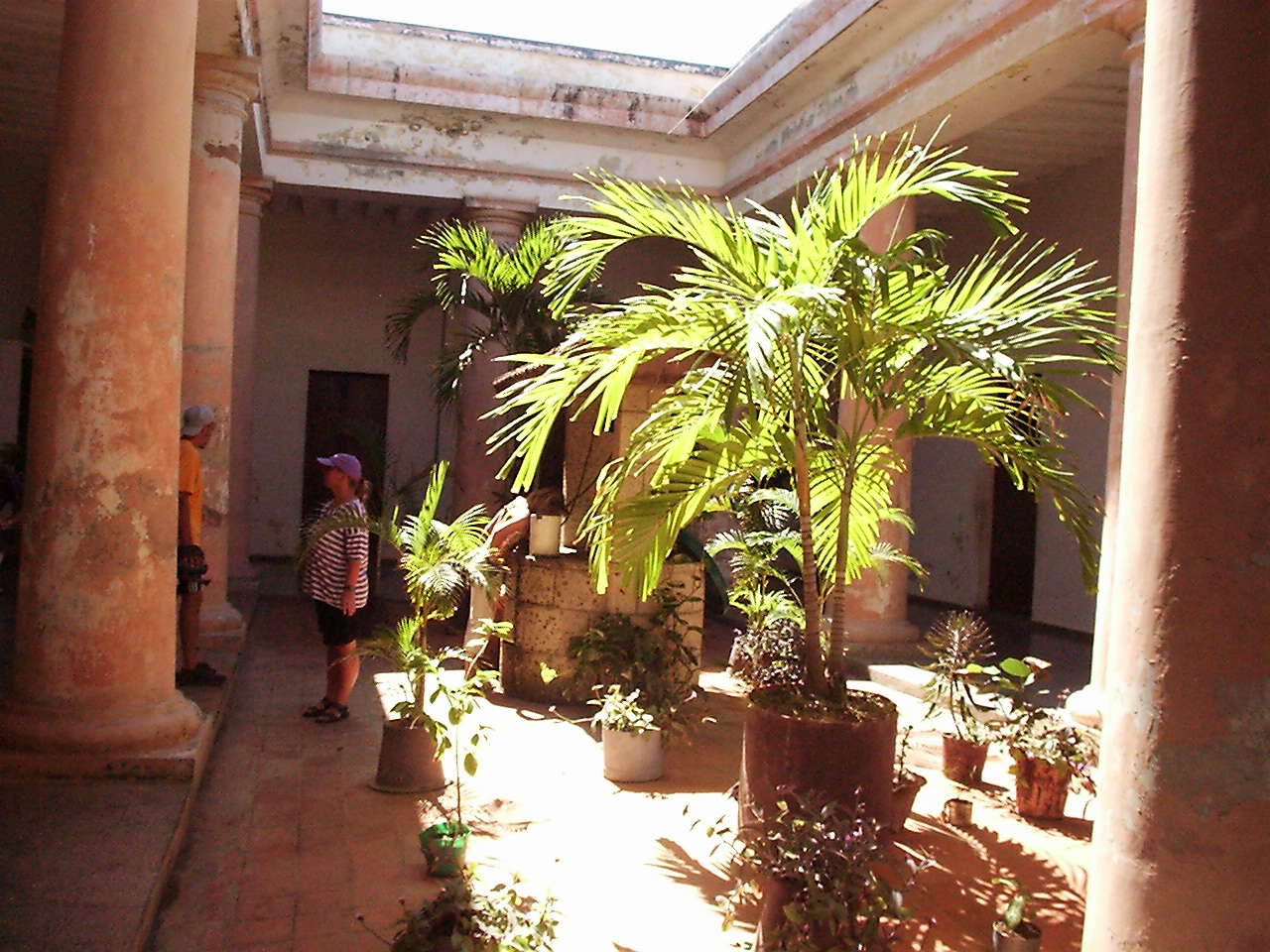
Atriumhaus auf Kuba

In der arabischen Architektur sind ebenfalls Häuser mit Innenhof entstanden. Dieser Baustil hat sich mit der Ausbreitung des Islam in Nordafrika weiterentwickelt (siehe Marokkanischer Riad) und auf der Iberischen Halbinsel die Entwicklung der Patios beeinflusst. Auch in den tropischen Ländern Mittelamerikas gibt es Gebäude, bei denen die Kühle des Schattens im Atrium genutzt wird.
Man findet vergleichbare Gebäude auch in der vorderasiatischen Architektur, bei den chinesischen Kaiserhäusern und in japanischen Klöstern.